# Scotophilus ejetai
Scotophilus ejetai és una espècie de ratpenat de la família dels vespertiliònids. És endèmic d'Etiòpia. És un ratpenat de petites dimensions, amb una llargada de cap a gropa de 72,6–77,1 mm, els avantbraços de 50,2–50,4 mm, la cua de 40,4–45,1 mm, els peus de 9,3–12,1 mm i les orelles de 10,2–11,7 mm. S'alimenta d'insectes. Com que fou descoberta fa poc, encara no se n'ha avaluat l'estat de conservació.